# 1–11 Nursery Buildings

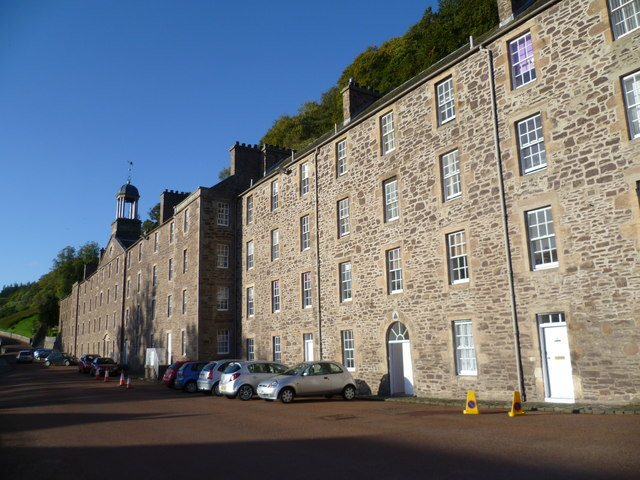
1–11 Nursery Buildings in der rechten Bildhälfte

Unter der Adresse 1–11 Nursery Buildings in der schottischen Industriesiedlung New Lanark in der Council Area South Lanarkshire befinden sich fünf Wohngebäude. 1971 wurden sie in die schottischen Denkmallisten in der höchsten Denkmalkategorie A aufgenommen. Außerdem sind die Gebäude Teil des Weltkulturerbes New Lanark. Direkt benachbart erstreckt sich die Gebäudezeile New Buildings.

## Geschichte
Mit Ausnahme des abschließenden Gebäudes Nr. 10–11 wurden die Häuser im Jahre 1809 errichtet. Der philanthropische Werksinhaber Robert Owen ließ die Gebäudezeile zur Unterbringung armer jugendlicher Lehrlinge errichten, die ansonsten in einem der Mühlengebäude hätten nächtigen müssen. Dieser ursprüngliche Zweck ist auch daran zu erkennen, dass die Gebäude als einzige in New Lanark rückwärtig mit einer außenliegenden Wendeltreppe ausgestattet sind. So waren die Wohneinheiten zu jeder Zeit von außen zugänglich. Um 1810 wurde in einem der Gebäude ein Kaufladen zur Versorgung der Siedlung untergebracht. Das Unternehmen führte ihn bis 1933 selbst und verpachtete ihn dann. Die Teestube sowie die Postfiliale wurden noch bis 1990 betrieben. Im Jahre 1850 wurde rechts eine Bäckerei hinzugefügte (Nursery Buildings 10–11).

## Beschreibung
Die Gebäudezeile liegt in erhabener Position an der Hauptzufahrt zu New Lanark. Direkt links grenzen die New Buildings an. Der Komplex ist baulich in drei Abschnitte zu untergliedern. Die südwestexponierte Frontseite der vierstöckigen Gebäude 1–7 ist neun Achsen weit. Mittig befindet sich ein rundbögiges Tor. Rechts schließen sich die Gebäude Nr. 8–9 an. Sie sind im Gegensatz nur dreistöckig und zusammengenommen sieben Achsen weit. Die Eingänge sind über kurze Vortreppen zugänglich. Die flankierenden Fenster des ehemaligen Kaufladens schließen mit flachen Segmentbögen. Die rechts abschließende ehemalige Bäckerei ist einstöckig. Auf den drei Fensterachsen sind Zwillingsfenster angeordnet.
Das Mauerwerk der Gebäude besteht aus Bruchstein vom Sandstein mit abgesetzten Natursteindetails. Es sind zwölfteilige Sprossenfenster verbaut. Abschließend sitzen schiefergedeckte Satteldächer auf.